# يلينا سيروفا
يلينا أوليجوفنا سيروفا (بالروسية: Елена Олеговна Серова، ولدت في 22 أبريل 1976) هي سياسية روسية ورائدة فضاء سابقة. تعمل نائبة في مجلس الدوما في الاتحاد الروسي. قبل مسيرتها السياسية كانت رائدة فضاء روسكوزموس، تم اختيارها في عام 2006. قامت برحلة واحدة طويلة الأمد إلى محطة الفضاء الدولية من عام 2014 إلى عام 2015 قبل تقاعدها من فيلق رواد الفضاء في عام 2016.

## السيرة الذاتية
ولدت يلينا سيروفا في قرية فوزدفيزينكا، وهي جزء من مدينة أوسوريسك في أقصى شرق روسيا. مكثت في فوزدفيزينكا حتى عام 1988. ذهبت إلى ألمانيا منذ أن تلقى والدها الذي كان يعمل في الجيش نقلاً إلي ألمانيا. بعد ذلك، جاءت إلى موسكو. قابلت زوجها المستقبلي مارك في معهد موسكو للطيران. في مارس 2001، تخرجت يلينا سيروفا من كلية الفضاء في معهد موسكو للطيران مؤهلة كمهندسة. في عام 2003 تخرجت من أكاديمية موسكو الحكومية لهندسة الآلات والمعلومات المؤهلة كخبير اقتصادي. قبل التسجيل كرائدة فضاء، عملت سيروفا كمهندس من الفئة الثانية في RSC Energia، وفي مركز التحكم في المهام.
تم اختيار سيروفا كرائدة فضاء تجريبية في سن الثلاثين في مجموعة RKKE-14 في أكتوبر 2006 أثناء عملها كمهندسة طيران. أكملت التدريب الأساسي في ستار سيتي في عام 2009.

### إكسبيديشن 41/42
اكسبيديشن 41/42 هي واحدة من مهام الفضاء التي ادتها يلينا سيروفا واولها .في أواخر عام 2011، أعلن رئيس وكالة الفضاء الروسية فلاديمير بوبوفكين أن سيروفا ستطير إلى محطة الفضاء الدولية ومن المتوقع أن تقضي ما يصل إلى ستة أشهر في الفضاء لإجراء تجارب الفيزياء الحيوية والطبية. في 25 سبتمبر 2014، سافرت على متن المركبة الفضائية Soyuz TMA-14M لتعمل كمهندسة طيران للبعثة 41/42. يلينا سيروفا هي رابع رائدة فضاء تسافر إلى الفضاء. وكانت رائدة الفضاء الثلاث السابقات فالنتينا تيريشكوفا وسفيتلانا سافيتسكايا وييلينا كونداكوفا، كانوا يمثلون الاتحاد السوفيتي السابق وروسيا.
انطلق صاروخ Soyuz FG الذي يحمل القائد TMA-14M ألكسندر ساموكوتاييف وإيلينا سيروفا ورائد فضاء ناسا باري ويلمور من موقع بايكونور كوزمودروم 1/5 في الساعة 20:25 بالتوقيت العالمي المنسق. بعد تسع دقائق من الإطلاق، انفصلت المركبة الفضائية Soyuz TMA-14M عن المرحلة الثالثة من صاروخ FG لتصل إلى المدار. بعد فترة وجيزة، نشرت المركبة الفضائية هوائيات الملاحة KURS الخاصة بها، تم الكشف بنجاح عن واحدة فقط من مجموعتين للطاقة الشمسية المولدة للطاقة. على الرغم من المشاكل التي واجهتها، تم ربط TMA-14M بالمحطة الفضائية علي الأربع مدارات وبعد ست ساعات في الساعة 1:12 بالتوقيت العالمي المنسق في 26 سبتمبر. عندما اكتملت عمليات التحقق من التسرب، تم فتح الفتحة الموجودة على وحدة Poisk «بويسك» في الساعة 5:06 بالتوقيت العالمي المنسق ودخلت سيروفا مع ساموكوتيايف وويلمور إلى محطة الفضاء. في 11 مارس 2015 ، عاد الطاقم بنجاح إلى الأرض بعد 167 يومًا في الفضاء.

## الحياة السياسية
في عام 2016، تم انتخابها لعضوية دوما الدولة من حزب روسيا المتحدة وتركت فرقة رواد الفضاء. في حديثها في الجلسة العامة للجمعية البرلمانية لمنظمة الأمن والتعاون في أوروبا في 8 يوليو 2019، صرحت أنه "على لوحة محطة الفضاء الدولية، أتيحت لها [هي ورواد الفضاء الآخرون] فرصة لرؤية مع بالعين المجردة كيف انفجرت القنابل والقذائف في دونباس ولوهانسك. وقد حلقتا من موقع القوات المسلحة لأوكرانيا. وفي الوقت نفسه، مات أشخاص غير مسلحين هناك. بدون أدوات مراقبة خاصة من محطة الفضاء الدولية. يتراوح ارتفاع محطة الفضاء الدولية فوق سطح الأرض من 411.5 إلى 430.3 كيلومترًا.
في يوليو 2017، كانت سيروفا نائبة الرئيس في اجتماع لمناقشة مشروع قانون بشأن حماية الحيوانات.

## الحياة الشخصية
سيروفا متزوجة من رائد الفضاء مارك سيروف، الذي اختير في RKKE-13 في عام 2003 ، لكنه تقاعد قبل القيام بأي مهام، لديهما ابنة. كانت سيروفا واحدة من خمسة رواد فضاء تم اختيارهم لرفع العلم الروسي في حفل افتتاح دورة الألعاب الأولمبية الشتوية 2014 في سوتشي، تشمل اهتماماتها الطيران والاقتصاد.
- يلينا كونداكوفا
- فالنتينا تريشكوفا